# Писаная (приток Яблоньки)
Писаная (укр. Писана) — река в Самборском районе Львовской области Украины. Правый приток реки Яблонька (бассейн Днестра).
Длина реки 12 км, площадь бассейна 33,4 км². Типично горная река. Долина узкая, в верховьях покрыта лесом. Пойма в основном односторонняя или отсутствует. Русло слабоизвилистое, с каменистым дном и многочисленными перекатами. Характерны паводки после сильных дождей и во время оттепели.
Берёт начало на склонах хребта Бучок, севернее села Сянки. Течёт по территории регионального ландшафтного парка «Надсанский» сначала на северо-восток, далее — на север, потом снова на северо-восток, в приустьевой части — на северо-запад. Впадает в Яблоньку в пределах села Нижняя Яблонька.